# Anetia briarea
Anetia briarea es una especie de lepidóptero de la familia Nymphalidae. Es originaria de Cuba, la República Dominicana, y Haití. 